# Hymenodictyon madagascaricum
Hymenodictyon madagascaricum är en måreväxtart som beskrevs av Henri Ernest Baillon, Sylvain G. Razafimandimbison och Birgitta Bremer. Hymenodictyon madagascaricum ingår i släktet Hymenodictyon och familjen måreväxter. Inga underarter finns listade i Catalogue of Life.